# Greatest Hits (album MC Hammera)
Greatest Hits – kompilacja amerykańskiego rapera MC Hammera. Został wydany w 1996 roku. Album zawiera największe przeboje Hammera, w tym wysoko notowane single oraz remiksy utworów.

## Lista utworów
1. "U Can’t Touch This" - 4:17
2. "Too Legit to Quit" - 5:36
3. "Turn This Mutha Out" - 4:43
4. "Pray" - 5:13
5. "Addams Groove" - 3:59
6. "Do Not Pass Me By" - 5:30
7. "Here Comes the Hammer" - 4:32
8. "Have You Seen Her" - 4:42
9. "Let's Get It Started" - 4:08
10. "Gaining Momentum" - 5:40
11. "Pump It Up (Here's the News)" - 4:34
12. "They Put Me in the Mix" - 3:28